# An Ozark Romance
An Ozark Romance é um curta-metragem norte-americano de 1918, do gênero comédia, estrelado por Harold Lloyd. Cópia do filme está conservada no Museu de Arte Moderna, Estados Unidos.

## Elenco
- Harold Lloyd
- Snub Pollard
- Bebe Daniels
- William Blaisdell
- Sammy Brooks
- William Gillespie
- Helen Gilmore
- Lew Harvey
- Gus Leonard
- James Parrott

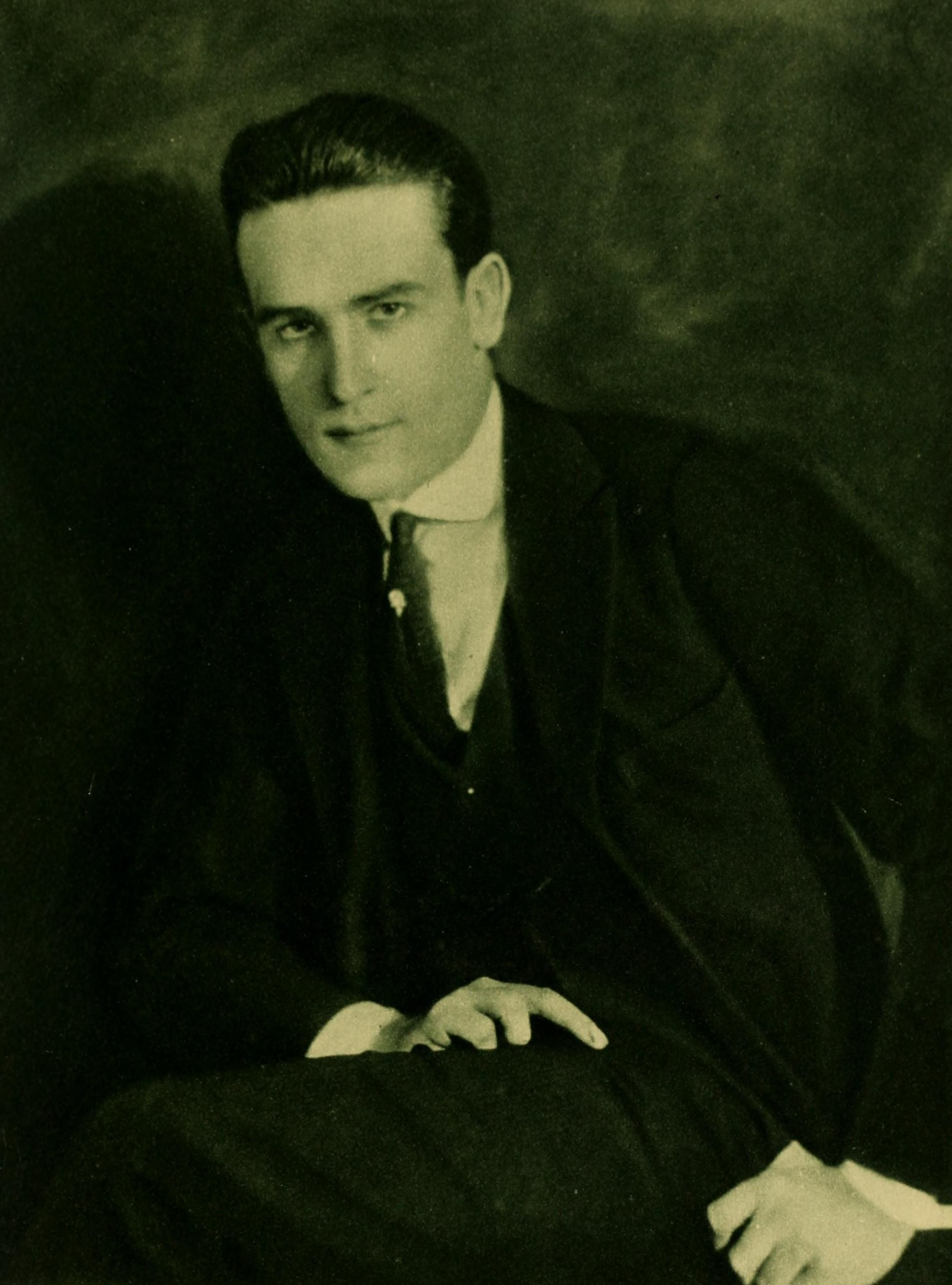
Harold Lloyd

- Charles Stevenson (como Charles E. Stevenson)